# Megachile melanops
Megachile melanops är en biart som beskrevs av Cockerell 1937. Megachile melanops ingår i släktet tapetserarbin, och familjen buksamlarbin. Inga underarter finns listade i Catalogue of Life.